# Nephrotoma australasiae
Nephrotoma australasiae — вид двокрилих комах родини комарів-довгоногів (Tipulidae).

## Поширення
Вид поширений в Австралії.

## Опис
Комаха завдовжки до 1,5 см. Самці менші за самиць. Тіло струнке, жовтого забарвлення з чорними смугами на череві. Ноги довгі. На грудях є чорний V-подібний візерунок.

## Спосіб життя
Комаха трапляється у вологих тінистих місцевостях, неподалік водойм.